# Долно поле
Долно поле е село в Южна България. То се намира в община Стамболово, област Хасково.